# Angel Eyes
Angel Eyes (prt: Olhos de Anjo; bra: Olhar de Anjo) é um filme de romance dramático de 2001 com a realização de Luis Mandoki, a partir do argumento escrito por Gerald Di Pego. O elenco é composto por Jennifer Lopez, James Caviezel, Jeremy Sisto, Terrence Howard, Sônia Braga, Victor Argo e Monet Mazur, o filme é sobre um homem misterioso atraído por uma policial do sexo feminino e cuja relação o ajuda a lidar com crises de seu passado.

## Enredo
Em uma noite chuvosa em Chicago, a policial Sharon Pogue está no local de um grave acidente de trânsito segurando a mão de uma das vítimas, alegando que ele espere e não desista. Um ano depois, Sharon está frustrada com os homens com quem namora e se afastou de sua família por ter prendido seu pai por espancar sua mãe Josephine. Seu pai e irmão, Larry, nunca a perdoaram, e sua raiva está afetando seu trabalho policial.
Um homem conhecido apenas como "Catch" vagueia pelas ruas de Chicago em um estado de transe, fazendo boas ações para estranhos e vizinhos. Um dia, ele vê Sharon em uma lanchonete e a observa do outro lado da rua, e ela percebe que ele a observa. Nesse momento, um carro pára e explode a lanchonete com tiros de metralhadora, e Sharon e seu parceiro perseguem os criminosos. Sharon alcança um criminoso e, na luta que se seguiu, ele pega sua arma e atira nela duas vezes no peito. Vendo que ela está protegida por seu colete à prova de balas, ele se prepara para atirar na cabeça dela, mas Catch pula no homem e bate na arma, salvando sua vida. Naquela noite, Sharon e Catch se encontram em uma taberna e tomam uma bebida. Uma agradecida Sharon tenta aprender mais sobre Catch, mas ele não fala sobre si mesmo. Sharon o convida para o apartamento dela, e depois de alguns momentos estranhos entre os dois, eles compartilham um beijo. Catch pára abruptamente e sai do apartamento, deixando Sharon confusa.
Na noite seguinte, Sharon encontra um dente de leão colado na caixa de correio com o número de telefone de Catch. Ela liga e o convida desajeitadamente para o café da manhã em uma cafeteria na manhã seguinte. Quando Sharon acorda, ela pensa duas vezes e chama Catch para cancelar o encontro do café da manhã. Catch já está no café e nunca recebe a mensagem. Chateado por estar de pé, ele vai ao apartamento de Sharon e a critica por não ter comparecido à sua "consulta", e então sai em disparada. Sharon o segue até seu apartamento quase vazio. Surpresa com as condições de vida, ela exige saber mais sobre ele, mas Catch se recusa a revelar qualquer coisa sobre seu passado. Ele apenas diz que está começando "do zero".
Seguindo o conselho de sua sogra Elanora, Catch liga para Sharon e pede desculpas, e os dois continuam se vendo. Eles fazem um piquenique à beira do lago em um parque estadual e compartilham um mergulho romântico, após o qual fazem amor apaixonado na praia. Nos próximos dias, Catch estará lá para confortá-la após um confronto com a família. Sua influência positiva começa a aparecer em seu trabalho policial. Uma noite, eles vão a um clube de blues e, depois que a banda toca um número, Catch percebe uma trombeta sentada no coreto. Ele pega a trombeta e começa a tocar uma versão emotiva da música "Nature Boy". Quando saem, o proprietário se aproxima dele, chamando-o de "Steve Lambert" e perguntando onde ele esteve. Catch nega até conhecer o homem e vai embora.
No dia seguinte, Sharon investiga o nome Steven Lambert nos arquivos da polícia e descobre que ele é o homem cuja mão ela segurou no local de um acidente de trânsito um ano antes, e que a esposa e o filho de Catch morreram no acidente. Ela vai para a casa que ele abandonou após o acidente e descobre que ele era um músico de jazz e que o acidente ocorreu no aniversário de seu filho, fazendo com que Catch crie um bloqueio mental. Querendo ajudar Catch a se curar de suas feridas emocionais, ela tenta falar com ele sobre o acidente e o leva ao cemitério para ver os túmulos de sua família, mas ele fica muito chateado e vai embora. Sharon visita Elanora, que na verdade é a ex-sogra de Catch. Sharon está procurando alguma maneira de ajudar o homem que ama, e Elanora incentiva a paciência e diz a Sharon que Catch encontrará seu caminho em seu próprio tempo.
Na cerimônia de renovação dos votos de casamento de seus pais, Sharon tenta conversar com o pai, mas ele diz a ela que sente que não tem uma filha. Quando Sharon começa a sair, ela para e conta ao cinegrafista uma história maravilhosa sobre o pai brincando com ela e o irmão quando eram crianças. Ela está profundamente comovida com essa memória. O pai dela ouve e também é afetado emocionalmente, mas quando Sharon olha para ele, ele se afasta. Enquanto isso, Catch finalmente vai ao cemitério e conversa com sua esposa e filho falecidos, explicando como ele se lembra de todos os momentos maravilhosos que eles compartilharam. Quando Sharon sai da recepção, ela vê Catch esperando ao lado do carro. Eles abraçam e professam seu amor um pelo outro. Enquanto se preparam para sair, Catch diz a ela que ele dirigirá.

## Elenco
- Jennifer Lopez como Sharon Pogue
- Jim Caviezel como Steven Lambert aka Catch
- Jeremy Sisto como Larry Pogue
- Terrence Howard como Robby
- Sonia Braga como Josephine Pogue
- Victor Argo como Carl Pogue
- Monet Mazur comoc Kathy Pogue
- Shirley Knight como Elanora
- Daniel Magder como Larry Jr.
- Guylaine St-Onge como Annie Lambert
- Connor McAuley como Max Lambert
- Jeremy Ratchford como Ray Micigliano
- Peter MacNeill como Tenente Dennis Sanderman
- Eldridge Hyndman como Jamal
- Kari Matchett como Candace
- Michael Cameron como Charlie
- Brownman Ali (como Nick Ali) como Trumpet Player
- Ron Johnston como Baixista
- Marcello Thedford como Peebo
- Dave Cox como K-Dog
- Ron Payne como Padre
- Paul A. MacFarlane como Fotógrafo
- Dan Petronijevic como Garoto brigando
- Stephen Kay como Tony Pindella
- Grant Nickalls como Joe
- Jim Feather como Homem velho
- Matt Birman como Motorista
- Eric Coates como Homem no carro
- Chuck Campbell como Homem Jovem
- Jeff J.J. Authors como Outro Homem Jovem
- John Shepard como Outro Homem Velho
- Stephanie Moore como Vanessa

## Produção

### Elenco
Jennifer Lopez insistiu que o personagem Catch fosse feito por Jim Caviezel, embora ela não sabia o nome dele. Ela tinha ficado impressionada com seu desempenho em The Thin Red Line (1998). Caviezel inicialmente recusou o papel na esperança de ser protagonista em Pearl Harbor. Mas quando Aaron Eckhart desistiu de interpretar Catch algumas semanas antes do início das filmagens, Caviezel assumiu o papel. O papel também foi oferecido para Ben Affleck e James Marsden, que rejeitaram por diferentes motivos. Enquanto isso, Lopez criticou a Warner Bros. por causa de seu salário, que ela exigiu que aumentasse de US$5 milhões para US$8 milhões. Eles aceitar pagar a ela US$7 milhões, mas não antes de Mandoki considerar brevemente Ashley Judd como opção caso Lopez desiste do papel.

### Filmagens
As filmagens começaram em 8 de maio de 2000 e terminaram em agosto. Ocorreramnos seguintes locais::
- Chicago, Illinois, USA
- Elora, Ontario, Canadá
- Toronto, Ontario, Canadá[14]

Embora a história seja ambientada em Chicago, várias cenas muito nítidas do horizonte de Toronto, incluindo a Torre CNN muito reconhecível de Toronto, aparecem no filme, juntamente com outros marcos reconhecíveis de Toronto, como a vitrine do Honest Ed's e um bonde TTC. As cenas em torno da casa dos pais de Sharon foram filmadas na Playter Farmhouse, um edifício histórico perto de Danforth Avenue, em Toronto. Algumas cenas foram filmadas na vila de Elora, Ontário, no Elora Quarry.

### Bilheteria
Na América do Norte, o filme estreou em # 4 em sua semana de estreia e arrecadou $24,174,218 no mercado interno. Todas as versões do Reino Unido foram cortados para obter uma classificação de 15 anos. Warner Bros. teve que remover o uso agressivo de linguagem gráfica ou o filme teria sido classificado para 18 anos. O filme arrecadou, em última instância US$29,715,606 em todo o mundo, bem abaixo dos seus US$53 milhões de orçamento. Disponível no Netflix, em novembro de 2018.

### Prêmios e indicações
- 2002 ALMA Award Nomeação de Melhor Atriz em um Filme (Jennifer Lopez)
- 2002 ALMA Award Nomeação para Diretor Proeminente em um Filme (Luis Mandoki)
- 2003 ASCAP Award para Mais Executada Canção de um Filme para "Good Morning Beautiful" (Todd Cerney, Zachary Lyle) Venceu
- 2002 Framboesa de Ouro Nomeação de Pior Atriz (Jennifer Lopez)[17]